# Unleashed
Unleashed (с англ. — «Спущенные с цепи») — шведская дэт-метал-группа. Образована в 1989 году. В текстах Unleashed доминирует тематика, посвященная викингам и всему, что с этим связано. В своем творчестве группа сочетает древние традиции с современным символизмом. Unleashed (наряду с Dismember, Entombed и Grave) считается одним из представителей "большой четверки" шведского дэт-метала. С начала 1990-х годов к настоящему моменту группа выпустила 13 студийных альбомов.

## История

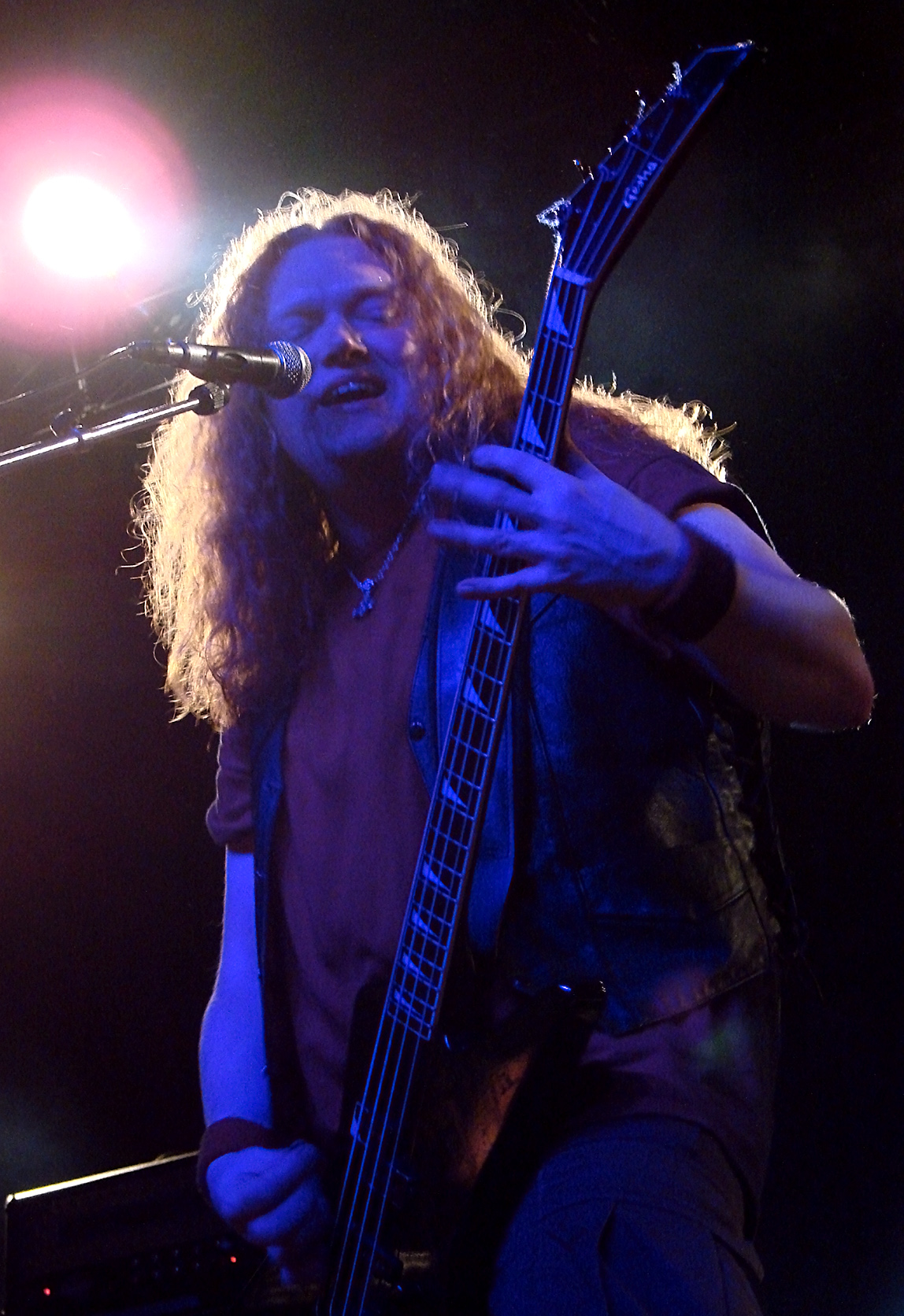
Основатель группы, басист/вокалист Джонни Хедлунд, 2007 год

Unleashed была основана в 1989 году вокалистом и басистом Джонни Хедлундом. Unleashed записали демо Revenge и Utter Dark, в результате чего они подписали контракт с немецким лейблом Century Media Records. В 1991 году группа выпустила свой дебютный студийный альбом Where No Life Dwells и гастролировала с Morbid Angel по Европе и США.
В 1992 году Unleashed выпустили второй студийный альбом Shadows in the Deep, включающий кавер-версию песни группы Venom «Countess Bathory». Следующими их студийными альбомами были Across the Open Sea в 1993 году и Victory в 1995 году, второй из которых стал последним альбомом гитариста Фредрика Линдгрена. Линдгрен начал сильно увлекаться панк-роком, поэтому Unleashed заменили его Фредриком Фолькаре, который играл на гитаре на пятом студийном альбоме Unleashed Warrior в 1997 году.
Группа взяла перерыв после 7–8 лет записи и гастролей. Они концентрировались на жизни вне музыкального бизнеса, своих музыкальных сайд-проектах и учебе. После переиздания классических работ группы в 2002 году Unleased выпустили новый альбом под названием Hell's Unleashed в том же году и снова начали гастролировать. В том же году Хедлунд стал объектом пристального внимания из-за обвинений в том, что он симпатизирует нацистам. Дэйв Грол из Foo Fighters изначально намеревался обратиться к Хедлунду, надеясь, что он запишет ведущий вокал на одной из песен своего метал-проекта Probot, но продюсер альбома Мэтт Суини отговорил его от этого из-за слухов о предполагаемых взглядов Хедлунда. Хедлунд оперативно назвал эти обвинения ложными и заявил: «Unleashed восхваляет природу, животных и людей. Людей....независимо от их жизненного опыта, места рождения или цвета кожи».
В 2004 году Unleashed выпустили седьмой студийный альбом Sworn Allegiance. В октябре 2006 года группа выпустила следующий студийный альбом Midvinterblot. Unleashed гастролировал по Европе в ноябре 2006 года в рамках тура Masters of Death с Grave, Dismember и Entombed. В феврале и марте 2007 года они возглавили тур по Северной Америке с Krisiun и Belphegor. В июне 2008 года вышел их девятый студийный альбом Hammer Battalion.
24 июля 2009 года Unleashed подписали контракт с немецким лейблом Nuclear Blast на выпуск своего десятого альбома под названием As Yggdrasil Trembles. В заявлении для прессы группа сказала: «Мы очень ждем этого нового сотрудничества! Запись альбома запланирована на октябрь/ноябрь этого года».
Летом 2010 года Unleashed принимала участие в хэви-метал фестивалях Summer Breeze Open Air и With Full Force в Германии. Одиннадцатый студийный альбом группы Odalheim также был выпущен на Nuclear Blast Records в апреле 2012 года, а их двенадцатый альбом Dawn of the Nine вышел 24 апреля 2015 года.

## Состав
- Джонни Хедлунд — бас-гитара и вокал (ex- Nihilist)
- Фредрик Фолькар — гитара
- Томас Олссон — гитара
- Андерс Шульц — ударные

### Бывшие члены
- Роберт Сеннебек — гитара
- Фредрик Линдгрен — гитара

## Дискография

### Демо
- 1990: The Utter Dark
- 1990: The Utter Dark Revenge
- 1990: Century Media Promo Tape

### EP
- 1990: Revenge
- 1991: And the Laughter Has Died

### Студийные альбомы
- 1991: Where No Life Dwells
- 1992: Shadows in the Deep
- 1993: Across the Open Sea
- 1995: Victory
- 1997: Warrior
- 2002: Hell's Unleashed
- 2004: Sworn Allegiance
- 2006: Midvinterblot
- 2008: Hammer Battalion
- 2010: As Yggdrasil Trembles
- 2012: Odalheim[8]
- 2015: Dawn Of The Nine
- 2018: The Hunt For White Christ
- 2021: No Sign of Life

### Прочие
- 1993: Live in Vienna '93
- 1996: Eastern Blood - Hail To Poland
- 2003: ...And We Shall Triumph in Victory